# Gottlieb Haberlandt
Gottlieb Haberlandt est un botaniste et un biologiste autrichien, né le 28 novembre 1854 et mort le 30 janvier 1945.

## Biographie
Il est le premier à souligner les possibilités de culture de tissu cellulaire. Il remarque notamment que cette méthode permettrait de déterminer les influences réciproques des tissus entre eux. Haberlandt est à l’origine des recherches utilisant des cultures de tissu.

## Source
- Traduction de l'article de langue anglaise de Wikipédia (version du 14 mars 2007).